# Henstead
Henstead is een dorp in het Engelse graafschap Suffolk. Het heeft een kerk. Henstead komt in het Domesday Book (1086) voor als 'Henestede'.